# Дурынина
Дурынина — деревня в Тобольском районе Тюменской области России. Входит в состав Башковского сельского поселения.

## География
Деревня находится в северной части области, в пределах Западно-Сибирской равнины, на берегу реки Иртыш при впадении её притока реки Виноградова, к востоку от федеральной автотрассы Р404, на расстоянии примерно 21 километр (по прямой) к востоку от города Тобольска, административного центра района.

### Климат
Климат характеризуется как резко континентальный, с длительной морозной зимой и коротким тёплым летом. Средняя многолетняя температура самого холодного месяца (января) составляет −18,6 °С (абсолютный минимум — −49 °С), температура самого тёплого (июля) — 17,6 °С (абсолютный максимум — 38 °С). Безморозный период длится в течение 111 дней. Среднегодовое количество осадков — 200—427 мм, из которых около 70 % приходится на период с мая по сентябрь. Снежный покров держится в среднем 156 дней.

## Население
| 2010 |
| ---- |
| 14   |

### Национальный состав
Согласно результатам переписи 2002 года, в национальной структуре населения русские составляли 93 % из 15 чел.

## Инфраструктура
Личное подсобное хозяйство с зоной сельскохозяйственного использования, индивидуальная застройка усадебного типа.
Базы отдыха Винокурово и Олимп.

## Транспорт
Доступна автотранспортом.